# Зипуновское сельское поселение
Зипуновское се́льское поселе́ние —  бывшее муниципальное образование в Чайковском муниципальном районе Пермского края Российской Федерации.
Административный центр — село Зипуново.

## История
Статус и границы сельского поселения установлены Законом Пермской области от 9 декабря 2004 года № 1890-413 «Об утверждении границ и о наделении статусом муниципальных образований административной территории города Чайковского Пермского края»
Упразднено в 2018 году вместе с другими поселениями муниципального района путём их объединения в Чайковский городской округ.

## Население
| 2010  | 2012  | 2013  | 2014  | 2015  | 2016  | 2017  |
| ----- | ----- | ----- | ----- | ----- | ----- | ----- |
| 1260  | ↘1224 | ↘1211 | ↘1204 | ↘1177 | ↘1172 | ↘1131 |
| 2018  |       |       |       |       |       |       |
| ↘1114 |       |       |       |       |       |       |

## Состав сельского поселения
| № | Населённый пункт | Тип населённого пункта       | Население |
| - | ---------------- | ---------------------------- | --------- |
| 1 | Бурёнка          | посёлок                      | 630       |
| 2 | Зипуново         | село, административный центр | 568       |
| 3 | Некрасово        | деревня                      | 13        |
| 4 | Сарапулка        | деревня                      | 49        |